# Metas de Aichi

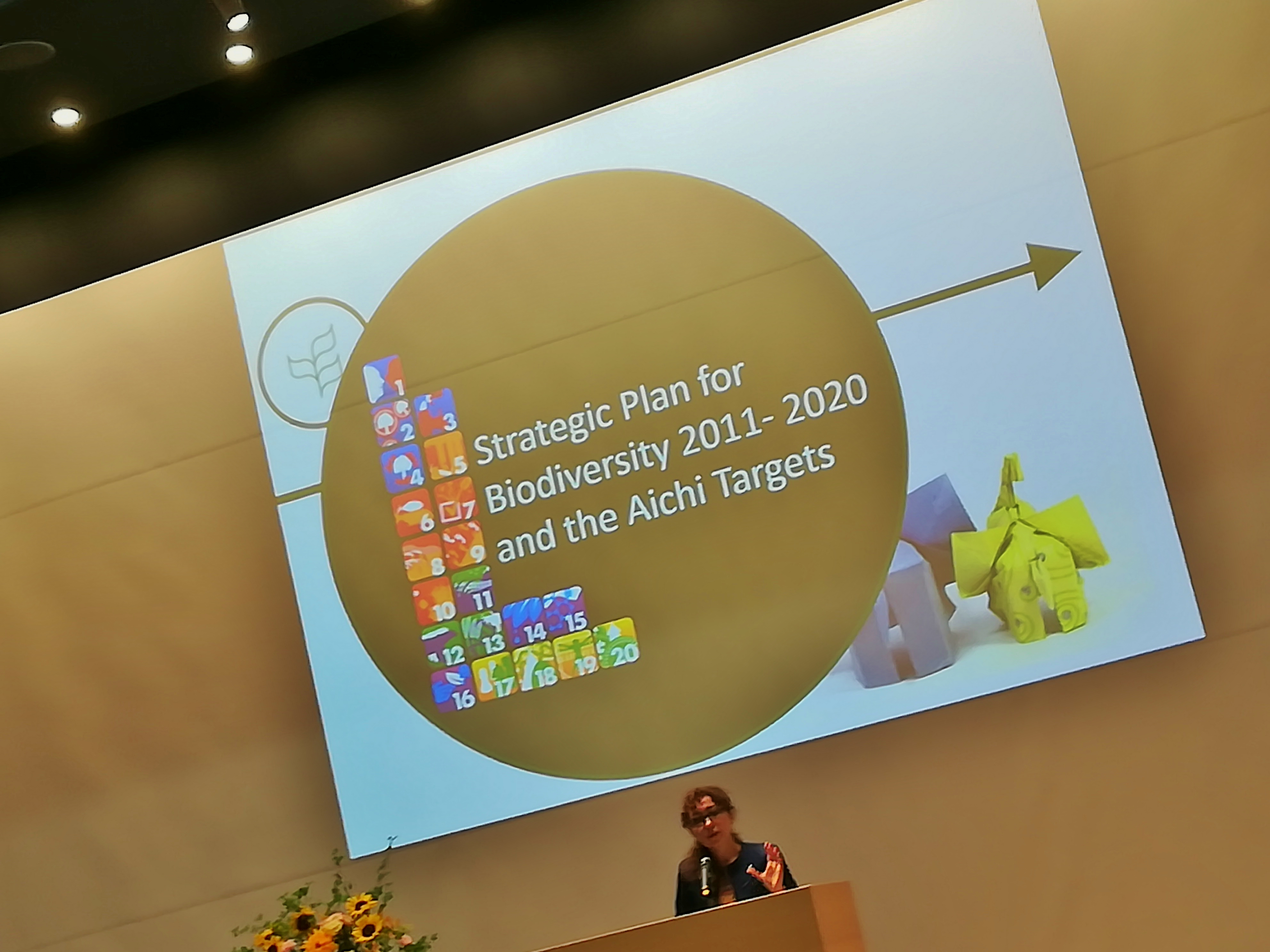
Christiana Pasca Palmer, Diretora Executiva da Convenção das Nações Unidas sobre Diversidade Biológica, fala sobre as Metas de Biodiversidade de Aichi

Em 2010, durante a 10ª Conferência das Partes na Convenção da Diversidade Biológica ocorrida em Nagoya (Província de Aichi, Japão) foi estabelecido o Plano Estratégico para a Biodiversidade com a elaboração de um conjunto de 20 proposições denominadas Metas de Aichi. Todas as Metas de Aichi são voltadas à redução da perda da biodiversidade em âmbito global, nacional e regional.
Em dezembro de 2010, a Assembleia Geral das Nações Unidas declarou que os anos entre 2011 e 2020 seriam conhecidos com a Década das Nações Unidas sobre Biodiversidade (Resolução 65/161) objetivando apoiar e promover a implementação dessas metas.
Ao longo desses dez anos os governantes de 193 países (incluindo o Brasil) e a União Europeia serão encorajados a desenvolver e comunicar os resultados das estratégias nacionais para a implementação dessas medidas.
O Plano Estratégico elaborado possui os seguintes elementos:
· Base lógica: relaciona a Biodiversidade ao bem-estar humano, aos Objetivos do Milênio e à redução da pobreza.
· Visão: vai além de 2020, definindo a situação desejada para 2050, com a Biodiversidade valorizada, conservada, restaurada e utilizada com sabedoria.
· Missão: declara a intenção urgente de agir para alcançar os objetivos de 2020.
· Objetivos Estratégicos e as Metas de Biodiversidade de Aichi: 20 metas organizadas em cinco objetivos (tabela abaixo)
· Execução, acompanhamento, análise e avaliação: incluem meios de implementação, programas de trabalho, busca por apoio político, parcerias, relatos pelas partes, e análise pela conferência das partes.
· Mecanismos de apoio: incluem capacitação para implementação nacional efetiva, transferência e intercâmbio de conhecimentos e tecnologia, recursos financeiros, parcerias e iniciativas de fortalecimento da cooperação e mecanismos de apoio para a pesquisa, monitoramento e avaliação.
A tabela a seguir apresenta a divisão das Metas de Aichi em cinco objetivos estratégicos, bem como o enunciado e a descrição de cada Meta:
| Objetivo | Metas                                                                                         | Descrição |
| Objetivo estratégico A. Tratar das causas fundamentais de perda de biodiversidade fazendo com que preocupações com biodiversidade permeiem governo e sociedade | 1- Conscientizar as pessoas sobre o valor da biodiversidade                                   | Até 2020, no mais tardar, as pessoas terão conhecimento dos valores da biodiversidade e das medidas que poderão tomar para conservá-la e utilizá-la de forma sustentável. |
| Objetivo estratégico A. Tratar das causas fundamentais de perda de biodiversidade fazendo com que preocupações com biodiversidade permeiem governo e sociedade | 2- Integrar os valores da biodiversidade no desenvolvimento                                   | Até 2020, no mais tardar, os valores da biodiversidade serão integrados em estratégias nacionais e locais de desenvolvimento e redução de pobreza e procedimentos de planejamento e estarão sendo incorporados em contas nacionais, conforme o caso, e sistemas de relatoria. |
| Objetivo estratégico A. Tratar das causas fundamentais de perda de biodiversidade fazendo com que preocupações com biodiversidade permeiem governo e sociedade | 3- Eliminar incentivos lesivos e implementar incentivos positivos                             | Até 2020, no mais tardar, incentivos, inclusive subsídios, lesivos à biodiversidade terão sido eliminados ou reformados, ou estarão em vias de eliminação visando minimizar ou evitar impactos negativos, e incentivos positivos para a conservação e uso sustentável de biodiversidade terão sido elaborados e aplicados, consistentes e em conformidade com a Convenção e outras obrigações internacionais relevantes, levando em conta condições sócio-econômicas nacionais.                                                                       |
| Objetivo estratégico A. Tratar das causas fundamentais de perda de biodiversidade fazendo com que preocupações com biodiversidade permeiem governo e sociedade | 4- Produção e consumo sustentáveis                                                            | Até 2020, no mais tardar, Governos, o setor privado e grupos de interesse em todos os níveis terão tomado medidas ou implementarão planos para produção e consumo sustentáveis e terão conseguido restringir os impactos da utilização de recursos naturais claramente dentro de limites ecológicos seguros. |
| Objetivo estratégico B. Reduzir as pressões diretas sobre a biodiversidade e promover o uso sustentável                                                        | 5- Reduzir a perda de habitat nativos                                                         | Até 2020, a taxa de perda de todos os habitats naturais, inclusive florestas, terá sido reduzida em pelo menos a metade e na medida do possível levada a perto de zero, e a degradação e fragmentação terão sido reduzidas significativamente. |
| Objetivo estratégico B. Reduzir as pressões diretas sobre a biodiversidade e promover o uso sustentável                                                        | 6- Pesca sustentável                                                                          | Até 2020, o manejo e captura de quaisquer estoques de peixes, invertebrados e plantas aquáticas serão sustentáveis, legais e feitas com a aplicação de abordagens ecossistêmicos de modo a evitar a sobre exploração, colocar em prática planos e medidas de recuperação para espécies exauridas, fazer com que a pesca não tenha impactos adversos significativos sobre espécies ameaçadas e ecossistemas vulneráveis, e fazer com que os impactos da pesca sobre estoques, espécies e ecossistemas permaneçam dentro de limites ecológicos seguros. |
| Objetivo estratégico B. Reduzir as pressões diretas sobre a biodiversidade e promover o uso sustentável                                                        | 7- Sustentabilidade da agricultura, piscicultura e silvicultura                               | Até 2020, áreas sob agricultura, aquicultura e exploração florestal serão manejadas de forma sustentável, assegurando a conservação de biodiversidade. |
| Objetivo estratégico B. Reduzir as pressões diretas sobre a biodiversidade e promover o uso sustentável                                                        | 8- Controle da poluição das águas                                                             | Até 2020, a poluição, inclusive resultante de excesso de nutrientes, terá sido reduzida a níveis não-detrimentais ao funcionamento de ecossistemas e da biodiversidade. |
| Objetivo estratégico B. Reduzir as pressões diretas sobre a biodiversidade e promover o uso sustentável                                                        | 9- Controle de espécies exóticas invasoras                                                    | Até 2020, espécies exóticas invasoras e seus vetores terão sido identificadas e priorizadas, espécies prioritárias terão sido controladas ou erradicadas, e medidas de controle de vetores terão sido tomadas para impedir sua introdução e estabelecimento |
| Objetivo estratégico B. Reduzir as pressões diretas sobre a biodiversidade e promover o uso sustentável                                                        | 10- Redução das pressões sobre os recifes de coral                                            | Até 2015, as múltiplas pressões antropogênicas sobre recifes de coral, e demais ecossistemas impactadas por mudança de clima ou acidificação oceânica, terão sido minimizadas para que sua integridade e funcionamento sejam mantidos. |
| Objetivo estratégico C: Melhorar a situação da biodiversidade protegendo ecossistemas, espécies e diversidade genética                                         | 11- Expandir e implementar sistemas de áreas protegidas                                       | Até 2020, pelo menos 17 por cento de áreas terrestres e de águas continentais e 10 por cento de áreas marinhas e costeiras, especialmente áreas de especial importância para biodiversidade e serviços ecossistêmicos, terão sido conservados por meio de sistemas de áreas protegidas geridas de maneira efetiva e equitativa, ecologicamente representativas e satisfatoriamente interligadas e por outras medidas espaciais de conservação, e integradas em paisagens terrestres e marinhas mais amplas.                                           |
| Objetivo estratégico C: Melhorar a situação da biodiversidade protegendo ecossistemas, espécies e diversidade genética                                         | 12- Evitar as extinções das espécies                                                          | Até 2020, a extinção de espécies ameaçadas conhecidas terá sido evitada e sua situação de conservação, em especial daquelas sofrendo um maior declínio, terá sido melhorada e mantida. |
| Objetivo estratégico C: Melhorar a situação da biodiversidade protegendo ecossistemas, espécies e diversidade genética                                         | 13- Conservação da agrobiodiversidade                                                         | Até 2020, a diversidade genética de plantas cultivadas e de animais criados e domesticados e de variedades silvestres, inclusive de outras espécies de valor sócio-econômico e/ou cultural, terá sido mantida e estratégias terão sido elaboradas e implementadas para minimizar a erosão genética e proteger sua diversidade genética. |
| Objetivo estratégico D: Aumentar os benefícios de biodiversidade e serviços ecossistêmicos para todos                                                          | 14- Restauração de ecossistemas provedores de serviços essenciais                             | Até 2020, ecossistemas provedores de serviços essenciais, inclusive serviços relativos a água e que contribuem à saúde, meios de vida e bem-estar, terão sido restaurados e preservados, levando em conta as necessidades de mulheres, comunidades indígenas e locais, e os pobres e vulneráveis. |
| Objetivo estratégico D: Aumentar os benefícios de biodiversidade e serviços ecossistêmicos para todos                                                          | 15- Recuperação dos ecossistemas degradados para mitigação e adaptação às mudanças climáticas | Até 2020, a resiliência de ecossistemas e a contribuição da biodiversidade para estoques de carbono terão sido aumentadas através de ações de conservação e recuperação, inclusive por meio da recuperação de pelo menos 15 por cento dos ecossistemas degradados, contribuindo assim para a mitigação e adaptação à mudança de clima e para o combate à desertificação. |
| Objetivo estratégico D: Aumentar os benefícios de biodiversidade e serviços ecossistêmicos para todos                                                          | 16- Implementação do Protocolo de Nagoya                                                      | Até 2015, o Protocolo de Nagoya sobre Acesso a Recursos Genéticos e a Repartição Justa e Equitativa dos Benefícios Derivados de sua Utilização terá entrado em vigor e estará operacionalizado, em conformidade com a legislação nacional. |
| Objetivo estratégico E. Aumentar a implementação por meio de planejamento participativo, gestão de conhecimento e capacitação                                  | 17- Elaboração e implementação da Estratégia Nacional de Biodiversidade                       | Até 2015, cada Parte terá elaborado, adotado como instrumento de política, e começado a implementar uma estratégia nacional de biodiversidade e plano de ação efetiva, participativa e atualizada. |
| Objetivo estratégico E. Aumentar a implementação por meio de planejamento participativo, gestão de conhecimento e capacitação                                  | 18- Respeito às populações e conhecimentos tradicionais                                       | Até 2020, os conhecimentos tradicionais, inovações e práticas de comunidades indígenas e locais relevantes à conservação e uso sustentável de biodiversidade, e a utilização consuetudinária dessas de recursos biológicos, terão sido respeitados, de acordo com a legislação nacional e as obrigações internacionais relevantes, e plenamente integrados e refletidos na implementação da Convenção com a participação plena e efetiva de comunidades indígenas e locais em todos os níveis relevantes.                                             |
| Objetivo estratégico E. Aumentar a implementação por meio de planejamento participativo, gestão de conhecimento e capacitação                                  | 19- Ciência e tecnologia para a biodiversidade                                                | Até 2020, o conhecimento, a base científica e tecnologias ligadas à biodiversidade, seus valores, funcionamento, situação e tendências, e as consequências de sua perda terão sido melhorados, amplamente compartilhados e transferidos e aplicados. |
| Objetivo estratégico E. Aumentar a implementação por meio de planejamento participativo, gestão de conhecimento e capacitação                                  | 20- Mobilização de recursos financeiros                                                       | Até 2020, no mais tardar, a mobilização de recursos financeiros para a implementação efetiva do Plano Estratégico para Biodiversidade 2011-2020 oriundos de todas as fontes e em conformidade com o processo consolidado e acordado na Estratégia de Mobilização de Recurso deverá ter aumentado substancialmente em relação a níveis atuais. Esta meta estará sujeita a alterações decorrentes das avaliações da necessidade de recursos a serem elaboradas e relatadas pelas Partes.                                                                |

Referências Bibliográficas:
- Progress towards the Aichi Biodiversity targets: an assessment of biodiversity trends, policy scenarios and key actions. CBD Technical Series No. 78, Global Biodiversity Outlook 4 (GBO-4) Technical Report, 2014.
- Metas de Aichi: Situação atual no Brasil. Diálogos sobre Biodiversidade: Construindo a Estratégia Brasileira para 2020. Elaboração: Nave Terra – Consultoria Socioambiental Ltda. 2011.
- General Assembly (2010). General Assembly Adopts Landmark Texts on Protecting Coral Reefs, Mitigating Ill Effects of Chemical Munitions Dumped at Sea In Addition to Passing 40 Drafts Recommended By Second Committee, Acts on Two Generated Directly by Plenary.
- http://www.oeco.org.br/dicionario-ambiental/28727-o-que-sao-as-metas-de-aichi/
- https://www.cbd.int/sp/targets/
- http://www.mma.gov.br/perguntasfrequentes?catid=33
- https://www.cbd.int/2011-2020/
- https://www.cbd.int/cop/cop-10/doc/press/press-briefs-en.pdf